# Quentin Coryatt
Quentin John Coryatt (Saint Croix, 1º agosto 1970) è un ex giocatore di football americano statunitense che ha giocato nel ruolo di linebacker nella National Football League (NFL). Fu scelto nel corso del primo giro (2º assoluto) del Draft NFL 1992 dagli Indianapolis Colts. Al college giocò a football alla Texas A&M University

## Carriera
Coryatt fu scelto come secondo assoluto dagli Indianapolis nel Draft 1992, la più alta scelta di Texas A&M da John David Crow nel 1958. Disputò 78 partite in sei anni con i Colts ed anche se ebbe delle solide annate, non furono mai tali da giustificare la sua alta selezione nel draft. Dopo la stagione 1995 firmò un'offerta di contratto con i Jacksonville Jaguars ma Indianapolis la pareggiò, facendolo rimanere un Colt.
Dopo avere trascorso la stagione 1998 in lista infortunati, Coryatt passò ai Dallas Cowboys nel 1999, disputandovi quattro partite prima di ritirarsi a fine anno.

## Palmarès
- PFWA All-Rookie Team - 1992